# AGCプライブリコ
AGCプライブリコ株式会社（英文名称: AGC PLIBRICO Co.,Ltd.）は、日本の窯業会社。耐火物などの製造を行う。AGCグループ。

## 主な製品
- 不定形耐火物
- 焼却炉
- 吹付機械

## 沿革
- 1954年 日本リフラクトリー株式会社設立
- 1960年 日本プライブリコ株式会社に社名変更
- 1979年 耐火物技術書「不定形耐火物-プライブリコの歩み」を出版
- 1984年 プラスチック耐火物吹付工法（ハイレート工法）を開発
- 1984年 英文版耐火物技術書「Technology Of Monolithic Refractories」を出版
- 1987年 耐磨耗ライニング用アンカー(TACKO-ANCHOR)を開発
- 1987年 英クックソン系列入り
- 1990年 クックソン・プライブリコ株式会社に社名変更
- 1991年 旭硝子グループ入り、日本プライブリコ株式会社に社名変更
- 1994年 耐火物技術書「新版 不定形耐火物-プライブリコの歩み」を出版
- 1994年 湿式キャスタブル吹付工法（PET工法）を開発
- 1995年 フリーフロー耐火物（プライフロー）を開発
- 1999年 ISO 9001 取得
- 2000年 吹付機械ニードガン2000を開発
- 2003年 プライメイトIIを開発
- 2005年 ISO 14001 取得
- 2010年 ポンプ施工 キャスタブル耐火物 PECOシリーズを開発
- 2012年 シンガポール支店を設立
- 2012年 AGCプライブリコ株式会社に社名変更

## 主要事業所
- 本社・東日本支店 - 東京都港区芝4-1-23
- 西日本支店・大阪営業部 - 大阪府大阪市淀川区宮原4-3-7
- 名古屋営業所 - 愛知県名古屋市中村区名駅3-21-4
- 福岡営業所 - 福岡県福岡市中央区大名2-4-22
- 茅ヶ崎工場 - 神奈川県茅ヶ崎市本村2-7-8
- 機材センター